# Veronicella
Veronicella is een geslacht van weekdieren uit de klasse van de Gastropoda (slakken).

## Soorten
- Veronicella cubensis (L. Pfeiffer, 1840)
- Veronicella laevis Blainville, 1817